# Pterocerina costalimai
Pterocerina costalimai är en tvåvingeart som beskrevs av Capoor 1954. Pterocerina costalimai ingår i släktet Pterocerina och familjen fläckflugor. Inga underarter finns listade i Catalogue of Life.